# Schleswig (ciudad)
Schleswig (en danés: Slesvig; en bajo juto: Sljasvig; en español arcaico: Eslésvica; en bajo alemán: Sleswig) es una población en la parte nororiental de Schleswig-Holstein, Alemania. Es la capital del Kreis (distrito) Schleswig-Flensburg. Su población es de cerca de 27.000 habitantes, siendo las principales industrias el cuero y el procesamiento de alimentos. Toma su nombre del Schlei, una penetración del mar Báltico en el continente al final del cual se encuentra la ciudad, y "vik" o "vig" que significa bahía en el idioma vikingo antiguo y en el moderno idioma danés. Schleswig o Slesvig por lo tanto significa bahía del Schlei. 

## Geografía
La ciudad permanece en la zona occidental del final del fiordo del Schlei, que separa las dos penínsulas de Angeln y Schwansen y se encuentra en el límite occidental de las Tierras Altas de Schleswig-Holstein en la transición al terreno Geest característico del Norte de Europa. La zona urbana se encuentra entre 0 y 20 m sobre el nivel del mar. El lago Brautsee se halla en la ciudad.
Las mayores ciudades más cercanas son Flensburg, Husum y Kiel. La autopista 7 (Autobahn 7) discurre inmediatamente al oeste de la ciudad. Las carreteras nacionales 76 y 77 finalizan en Schleswig y la B 201 discurre al norte de la población. La Estación de Schleswig es una parada de trenes InterCity y Intercity-Express y se encuentra en las líneas Hamburgo-Neumünster-Flensburg y Husum-Kiel.

### Clima
El clima es húmedo y marítimo. La temperatura media anual es de 8 °C y la precipitación es de media 925 mm.
| Parámetros climáticos promedio de Schleswig, Alemania | Parámetros climáticos promedio de Schleswig, Alemania | Parámetros climáticos promedio de Schleswig, Alemania | Parámetros climáticos promedio de Schleswig, Alemania | Parámetros climáticos promedio de Schleswig, Alemania | Parámetros climáticos promedio de Schleswig, Alemania | Parámetros climáticos promedio de Schleswig, Alemania | Parámetros climáticos promedio de Schleswig, Alemania | Parámetros climáticos promedio de Schleswig, Alemania | Parámetros climáticos promedio de Schleswig, Alemania | Parámetros climáticos promedio de Schleswig, Alemania | Parámetros climáticos promedio de Schleswig, Alemania | Parámetros climáticos promedio de Schleswig, Alemania | Parámetros climáticos promedio de Schleswig, Alemania |
| Mes                                                   | Ene.                                                  | Feb.                                                  | Mar.                                                  | Abr.                                                  | May.                                                  | Jun.                                                  | Jul.                                                  | Ago.                                                  | Sep.                                                  | Oct.                                                  | Nov.                                                  | Dic.                                                  | Anual                                                 |
| ----------------------------------------------------- | ----------------------------------------------------- | ----------------------------------------------------- | ----------------------------------------------------- | ----------------------------------------------------- | ----------------------------------------------------- | ----------------------------------------------------- | ----------------------------------------------------- | ----------------------------------------------------- | ----------------------------------------------------- | ----------------------------------------------------- | ----------------------------------------------------- | ----------------------------------------------------- | ----------------------------------------------------- |
| Temp. máx. media (°C)                                 | 2                                                     | 3                                                     | 6                                                     | 10                                                    | 16                                                    | 19                                                    | 20                                                    | 20                                                    | 17                                                    | 13                                                    | 7                                                     | 4                                                     | 11.4                                                  |
| Temp. media (°C)                                      | 0                                                     | 1                                                     | 3                                                     | 6                                                     | 11                                                    | 15                                                    | 16                                                    | 16                                                    | 13                                                    | 9                                                     | 5                                                     | 2                                                     | 8.1                                                   |
| Temp. mín. media (°C)                                 | -1                                                    | -1                                                    | 0                                                     | 3                                                     | 7                                                     | 10                                                    | 12                                                    | 12                                                    | 10                                                    | 7                                                     | 3                                                     | 0                                                     | 5.2                                                   |
| Precipitación total (mm)                              | 79                                                    | 50                                                    | 61                                                    | 55                                                    | 61                                                    | 71                                                    | 92                                                    | 87                                                    | 86                                                    | 90                                                    | 105                                                   | 88                                                    | 925                                                   |
| Días de precipitaciones (≥ 1 mm)                      | 13                                                    | 10                                                    | 12                                                    | 10                                                    | 9                                                     | 10                                                    | 12                                                    | 11                                                    | 11                                                    | 12                                                    | 15                                                    | 13                                                    | 138                                                   |
| Horas de sol                                          | 42                                                    | 67                                                    | 103                                                   | 168                                                   | 226                                                   | 231                                                   | 213                                                   | 215                                                   | 145                                                   | 98                                                    | 51                                                    | 40                                                    | 1599                                                  |
| Fuente: The Weather Network                           |                                                       |                                                       |                                                       |                                                       |                                                       |                                                       |                                                       |                                                       |                                                       |                                                       |                                                       |                                                       |                                                       |

## Historia

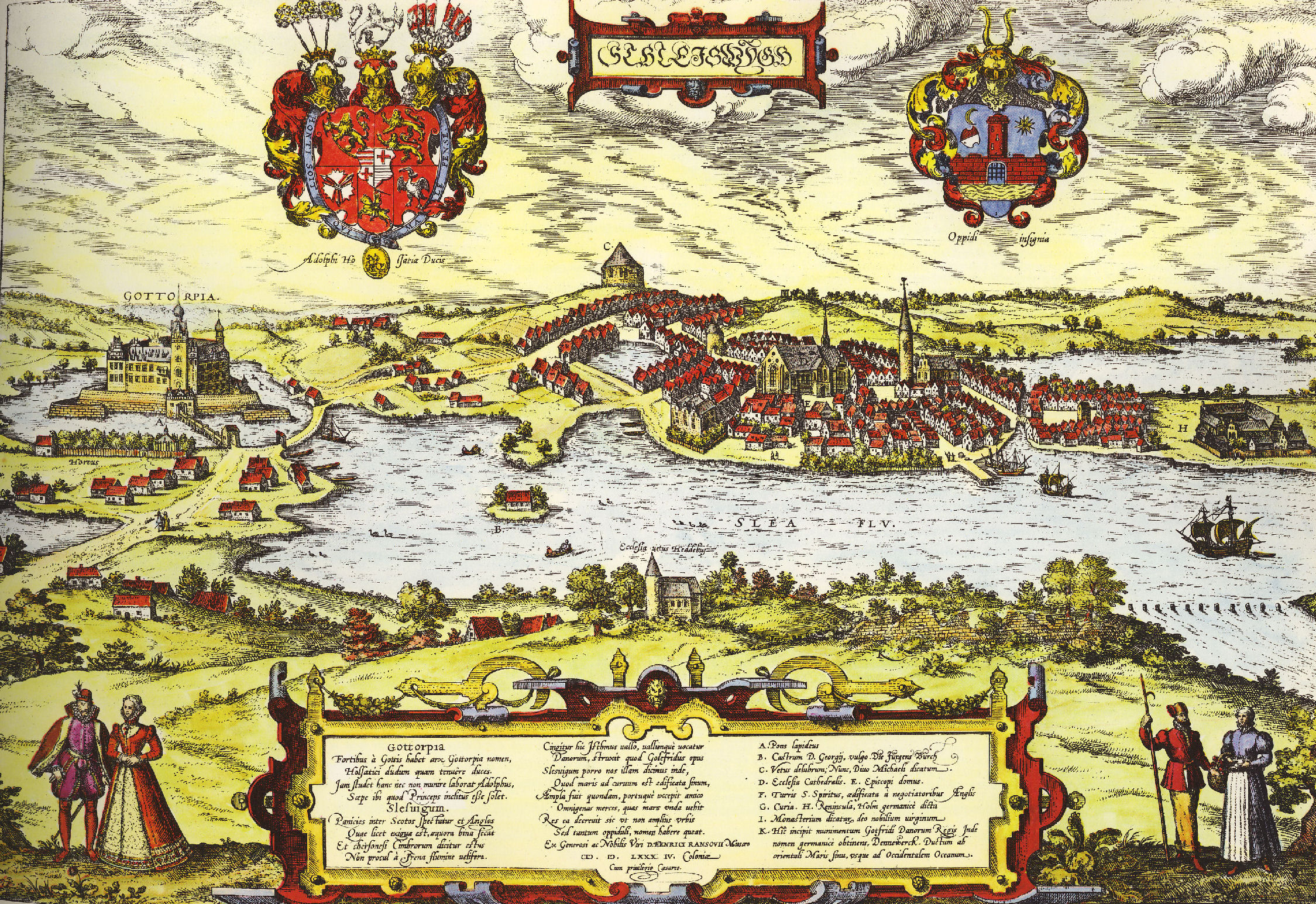
Schleswig en 1600.

El asentamiento vikingo de Hedeby, localizado al sur de la moderna ciudad, fue mencionado por primera vez en 804. Fue un poderoso asentamiento en la región del Báltico, dominando la zona por más de 200 años. En 1050, después de varias destrucciones, la población fue desplazada a la orilla opuesta del Schlei, convirtiéndose en la ciudad de Schleswig. En 1066 Hedeby fue finalmente destruido, y Schleswig permaneció como parte del reino danés. 
En 1544 el Castillo de Gottorf se convirtió en la residencia de los gobernantes locales. Los duques de Gottorf eran vasallos de los reyes de Dinamarca y gobernaron sobre gran parte del actual Schleswig-Holstein. En 1721, con el fin de la Gran Guerra del Norte, los duques de Gottorf perdieron su poder y sus tierras pasaron a la corona danesa. En 1768 se firmó en el castillo el Tratado de Gottorp entre Dinamarca y Hamburgo, por el que se reconocía oficialmente la inmediación imperial de la esta última. Después de la segunda guerra de Schleswig (1864), Schlewig fue anexionado por el Reino de Prusia.

## Vistas

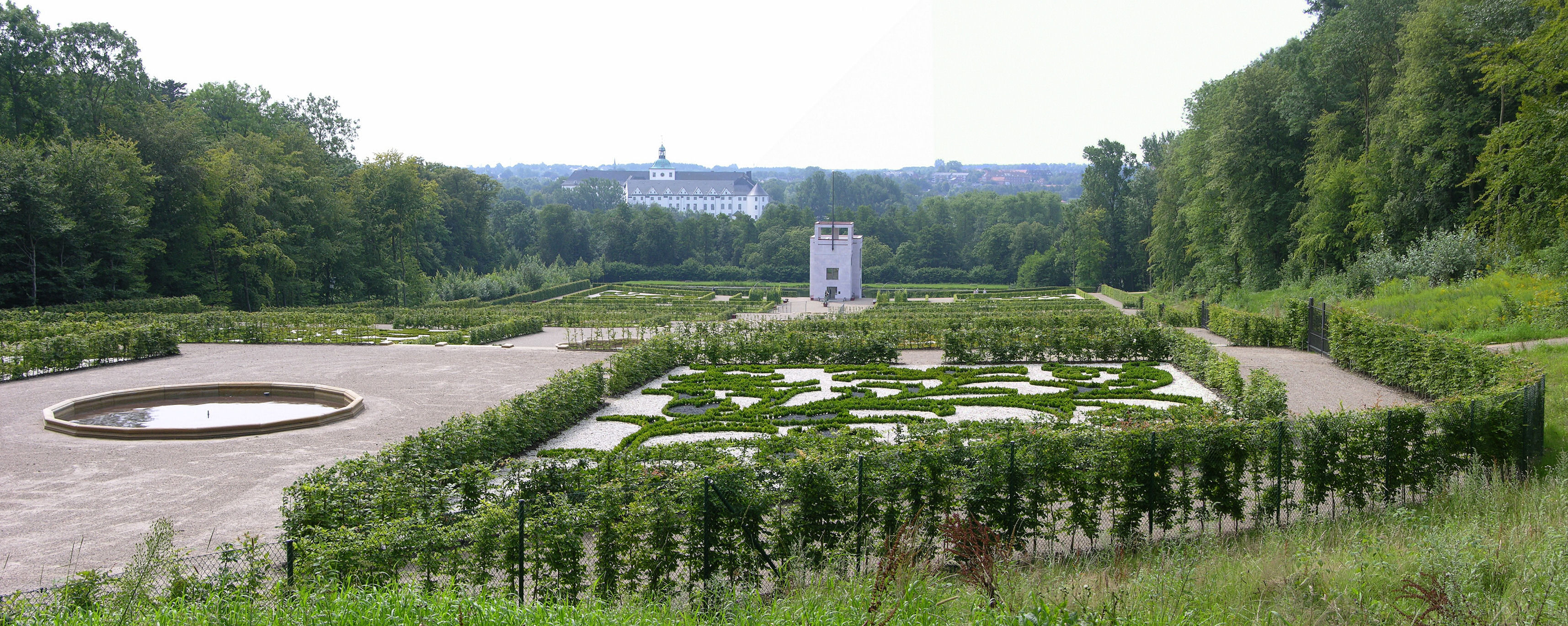
Jardín de Neuwerk con el Globushaus y el Castillo de Gottorf al fondo.

- Catedral de Schleswig (1134), con la tumba del rey Federico I de Dinamarca
- Castillo de Gottorf (construido en 1161), anterior residencia de los duques, con el jardín barroco Neuverk, conteniendo una réplica del Globo de Gottorf
- Holm: antigua villa de pescadores en las orillas del Schleiold
- Hedeby, asentamiento vikingo

## Residentes notables
- Herman Wilhelm Bissen (1798-1868), escultor
- Ulrich von Brockdorff-Rantzau (1869-1928), político
- Jan-Ingwer Callsen-Bracker (n. 1984), futbolista
- Asmus Jakob Carstens (1754-1798), pintor
- Jobst Hirscht (n. 1948), atleta
- Hermann-Bernhard Ramcke (1889-1968), General
- Ralf Rothmann (n. 1953), novelista
- Edward Selig Salomon (1836-1913), General en la Guerra Civil Americana y Gobernador del Territorio de Washington (1870-1872)
- Hans von Seeckt (1866-1936), General
- Ernst Muller-blensdorf (1896-1976), escultor
- Adam Olearius (1603-1671) Geógrafo